# Barichneumon anatorius
Barichneumon anatorius är en stekelart som först beskrevs av Berthoumieu 1899.  Barichneumon anatorius ingår i släktet Barichneumon och familjen brokparasitsteklar. Inga underarter finns listade.